# Plopeni
Plopeni (pronunciació en romanès: [ploˈpenʲ]) és una ciutat del comtat de Prahova, Muntènia, Romania, amb una població de 7.718 habitants.
Plopeni té un clima continental humit (Cfb a la classificació climàtica de Köppen).